# Top Back
Top Back è un brano musicale del rapper statunitense T.I., estratto come singolo in una versione remixata dall'album Grand Hustle Presents: In Da Streetz Volume 4, benché il brano aveva già avuto airplay radiofonico nella versione originale presente nell'album King. Il brano figura il featuring di vari rapper come Young Jeezy, Young Dro, Big Kuntry King e B.G. ed ha raggiunto la posizione numero ventinove della classifica Billboard Hot 100 nel 2007.

## Tracce
Vinile Grand Hustle PR 302424
Lato A
1. Top Back (Remix) (Amended) - 4:32
2. Top Back (Remix) (Explicit) - 4:32
3. Top Back (Remix) (Instrumental) - 4:15

Lato B
1. Top Back (Amended) - 4:42
2. Top Back (Explicit) - 4:42
3. Top Back (Instrumental) - 4:42

## Classifiche
| Classifica (2006)                    | Posizione più alta |
| ------------------------------------ | ------------------ |
| U.S. Billboard Hot 100               | 29                 |
| U.S. Billboard Hot R&B/Hip-Hop Songs | 13                 |
| U.S. Billboard Hot Rap Tracks        | 8                  |
| U.S. Billboard Pop 100               | 39                 |